# محطة روكارارا للطاقة الكهرومائية
محطة روكارارا للطاقة الكهرومائية هي محطة لتوليد الطاقة الكهرومائية بقدرة 9.5 ميجاوات (12.700 حصان). تقع المحطة في رواندا.

## الموقع
تقع محطة الطاقة على نهر روكارارا في مقاطعة نياماغابي في المقاطعة الجنوبية لرواندا، وعلى بعد حوالي 182 كم (113 ميل) إلى الجنوب الغربي من كيغالي العاصمة وأكبر مدينة في البلاد.

## نظرة عامة
تم بناء محطة توليد الكهرباء بقدرة 9.6 ميجاواط على عدة مراحل. اكتملت المرحلة الأولى بسعة 6.9 ميجاوات في عام 2011. المرحلة الثانية بقدرة 2.2 ميجاوات استكملت في عام 2014. بلغت تكاليف إنشاء محطة الطاقة بأكملها 13.12 مليون دولار، بتمويل من حكومة رواندا الاتحاد الأوروبي ووكالة التنمية البلجيكية.

## اعتبارات أخرى
يتم تفريغ الطاقة المولدة عبر محطة فرعية جديدة في روكارارا وعبر خط كهربائي جديد للجهد العالي من روكارارا إلى كيريندا.